# ПТА-53
ПТА-53 — советский пятитрубный торпедный аппарат надводных кораблей калибра 533 мм. Поступил на вооружение в 1948 году.
Благодаря модульной конструкции впоследствии появились двух-, трёх- и четырёхтрубные разновидности аппарата (соответственно ДТА-53, ТТА-53, ЧТА-53).
Торпедный аппарат монтировался на поворотной платформе с дистанционно управляемым следящим электроприводом и резервным ручным приводом. Поворотная платформа обеспечивала положения для заряжания, прицеливания и походное положение аппарата. Стрельбовые приборы выполняли выработку данных для стрельбы, их ввод в торпеду, наведение аппарата и производство залпа. Применяемые торпеды СЭТ-53, СЭТ-65, 53-65К.
Первоначально выталкивание торпеды осуществлялось пороховым зарядом, впоследствии появились пневматические модификации.

## Модификации
- ПТА-53-30 — для эсминцев проекта 30 и 30-бис.
- ПТА-53-41 — для эсминцев проекта 41.
- ПТА-53-56 — для эсминцев проекта 56.
- ПТА-53-61 — для БПК проекта 61.
- ПТА-53-68бис — для крейсеров проекта 68-бис.
- ПТА-53-1123 — для крейсеров проекта 1123.
- ПТА-53-1134 — для крейсера проекта 1164 и БПК проекта 1134 и БПК проекта 1134А и БПК проекта 1134Б.
- ЧТА-53-1155 — для БПК проекта 1155.
- ЧТА-53-1135 — для сторожевых кораблей проекта 1135.
- ТТА-53-50 и ДТА-53-50 — для сторожевых кораблей проекта 50.
- ДТА-53-1124 — для малых противолодочных кораблей проекта 1124.
- ПТА-53-1143 — для крейсеров проекта 1143.
- ДТА-53-11356 — для Фрегат проекта 11356